# Michael F. R. Popović

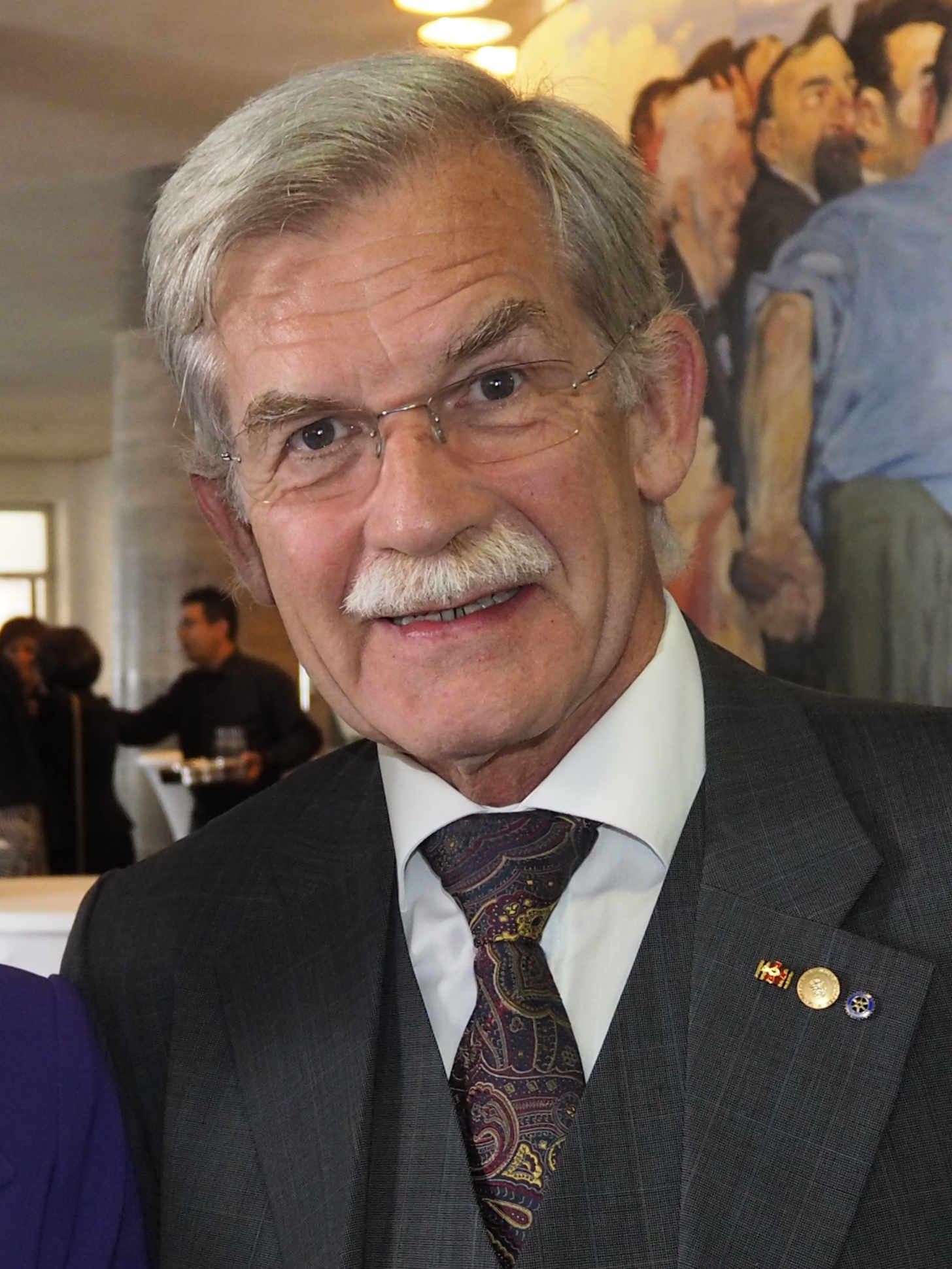
Michael Popović – Deutscher Ärztetag 2015

Michael Franz Reinhold Popović (* 23. August 1947 in Fulda) ist ein deutscher Arzt, Facharzt für Allgemeinmedizin, ärztlicher Standespolitiker, Publizist und Genealoge.

## Leben
Nach dem Ablegen des Abiturs 1966 am Alexander von Humboldt-Gymnasium in Lauterbach (Oberhessen) und Absolvierung des Wehrdienstes in den Jahren 1967 und 1968 studierte Popović von 1969 bis 1975 an der Justus Liebig-Universität Gießen zunächst Psychologie und dann Medizin. 1975 erwarb er das Staatsexamen und 1976 die Approbation. 1979 promovierte er bei  Hans-Werner Pia, dem Ärztlichen Direktor der Neurochirurgischen Universitätsklinik in Gießen und war bis 1981 in Gießen klinisch tätig.
Von 1982 bis 1986 war er Geschäftsführender Arzt und Dezernent der Bundesärztekammer. Im Jahr 1986 ging er als Geschäftsführender Arzt zur Landesärztekammer Hessen. Dort war er von 1987 bis 2010 hauptamtlich als Hauptgeschäftsführer und Geschäftsführender Arzt tätig.
Popovic war seit 1990 als Consultant im Transformationsprozess des Tschechischen Gesundheitswesens tätig und wirkte mit bei der Gründung von Heilberufskammern auf gesetzlicher Grundlage, der Entwicklung eines Sozialversicherungssystems und bei der Neuordnung der medizinisch-wissenschaftlichen Forschungsförderung.
Auch beim Aufbau der 1991 gegründeten Tschechischen Ärztekammer wirkte Popović beratend mit. Gleichzeitig unterstützte er die Entwicklung des Thüringer Heilberufsgesetz und den Aufbau der Landesärztekammer Thüringen.
Als Folge abgeleisteter Zeiten im Wehrdienst der Bundeswehr erfolgte 1990 die Beförderung zum Oberstarzt der Reserve.
Von 2003 bis 2011 war er Lehrbeauftragter der Medizinischen Fakultät der Justus-Liebig-Universität Gießen.

## Arbeitsschwerpunkte
Popović war maßgeblich an der Entstehung des hessischen Geriatriekonzepts beteiligt und wirkte entscheidend am Aufbau der palliativmedizinischen Versorgung in Hessen mit. Bis zum Jahr 2009 war Popović Leiter des Ausschusses und der ständigen Konferenz der Palliativmedizin in der Landesärztekammer Hessen. Er setzte sich für eine flächendeckende palliative Versorgung ein, organisierte Fachtagungen zum Gedanken- und Ideenaustausch und arbeitete an einem Curriculum zur Qualifizierung von Ärzten, Alten- und Krankenpflegekräfte mit. Weitere Themenschwerpunkte seines beruflichen Engagements waren die Verbesserung der Logistik und Qualität der flächendeckenden Versorgung, der Arbeitsbedingungen des medizinischen Personals, Migration und Gesundheit, die Notfall- und Katastrophenmedizin und das Risikomanagement. Darüber hinaus war er Mitglied der Sachverständigenkommission für Kriminalprävention. Er hat dabei mitgewirkt, Kinderärzte für Fragen der Gewaltprävention und insbesondere auch der Aufdeckung häuslicher Gewalt zu sensibilisieren.
Seit 2010 befasst sich Popović mit der Genealogie und Kulturgeschichte, speziell in Böhmen, Mähren, Schlesien und Österreich-Ungarn. Er ist Erster Schriftführer der Vereinigung Sudetendeutscher Familienforscher e.V. (VSFF) und Schriftleiter der Vereinszeitschrift „Sudetendeutsche Familienforschung“.

## Privates
Michael Popovićs Vater war der aus Leitmeritz a. d. Elbe (Litoměřice n.L) stammende Kaufmann und erfolgreiche Rennruderer Paul Popović. Seine Mutter Ilse, geb. Pfeifer, entstammte einer nordböhmischen Familie von Textilindustriellen. Michael Popović ist verheiratet mit der Ärztin Dr. Ursula Schreiber-Popović. Er hat fünf Kinder.

## Ehrenamt
Popović engagierte sich vielfältig ehrenamtlich. So war er u. a.:
- 1980 bis 1981 – Mitglied der Delegiertenversammlung der Landesärztekammer Hessen und Stellvertretender Vorsitzender der Bezirksärztekammer Gießen sowie stellvertretender Landesvorsitzender des Marburger Bund – Landesverband Hessen
- 1984 bis 1986 Mitglied der Vertreterversammlung der Kassenärztlichen Vereinigung Nordrhein KV Nordrhein
- 1987 bis 2010 Schriftleiter des Hessisches Ärzteblatt

## Ehrungen
- 2004: Hessischer Verdienstorden
- 2004: Bundesverdienstkreuz am Bande[7]
- 2010: Ehrenplakette der Landesärztekammer Hessen in Gold[8]
- 2015: Verdienstkreuz 1. Klasse des Verdienstordens der Bundesrepublik Deutschland[9][10]

## Schriften (Auswahl)
- Popović, Michael: Böhmische Heiler. Es war einmal: Zauberhafte Geschichten vom Habichtsgebirge. Gerhard Hess Verlag, Bad Schussenried, Mai 2015, ISBN 3-87336-489-1 (Rezension Karl Heinz Plattig)
- POPOVIĆ, Michael; PFEIFER, Ivan (Hrsg.): Der Ackermann aus Böhmen. Deutsch-tschechische Konferenz über den Tod und das Sterben. Zweite erweiterte Auflage 2016. Orač z Čech. Česko-německá konference o smrti a umírání. 2. rozšířené vydáni 2016. Gerhard Hess Verlag, Bad Schussenried, 336 Seiten. Februar 2016. 336 Seiten. ISBN 3-87336-490-5 (Rezension Adolf Hampel)

Auswahl der über 260 Publikationen
http://pop-press.de/Publikationen
https://independent.academia.edu/PopovicMichael